# Circonscription Woreda 12-13
La circonscription Woreda 12-13 est une des 23 circonscriptions législatives de la ville-région d'Addis-Abeba. Son représentant actuel est Girma Mekonnen Waqjera.